# Garantia do escoamento
Garantia do Escoamento é um termo utilizado na indústria de petróleo e gás para designar um conjunto de estratégias e procedimentos com a finalidade de assegurar que os fluidos produzidos por um reservatório (óleo, gás e água) escoem entre o fundo do poço e o ponto de separação desta mistura multifásica. Algumas companhias de petróleo e segmentos da indústria consideram que o conceito pode ser aplicado para além do ponto de separação, até a entrega das correntes de óleo e gás separadas em seu ponto de venda.
Historicamente, a indústria de petróleo sempre se defrontou com problemas relativos ao escoamento da produção. Como exemplo, existem relatos de poços de petróleo parafínicos na Bahia que interrompiam sua produção no período noturno, quando a queda da temperatura ambiente causava a solidificação de frações parafínicas do petróleo, que eventualmente se depositavam nas paredes das tubulações de produção resultando no bloqueio da linha. A produção só era retomada no dia seguinte, quando o sol aquecia as paredes da tubulação, dissolvendo a parafina e retomando o fluxo.
De toda forma, a Garantia do Escoamento só se estabeleceu como disciplina na indústria do petróleo nos anos 90, quando se iniciou a produção de petróleo em águas profundas, onde as baixas temperaturas e altas pressões propiciam condições de maior risco para o escoamento, como por exemplo a deposição de parafinas e bloqueio por hidratos de gás. Nesta época, a indústria de petróleo em todo mundo se debruçou sobre o problema e, desde então, imensa quantidade de conhecimento no assunto começou a ser produzida. No início dos anos 90, ao buscar um termo que definisse este conjunto de atividades, técnicos da Petrobras sugeriram o termo Garantia do Escoamento ou Garantia de Fluxo. O termo foi traduzido para o inglês como en:Flow Assurance, que eventualmente foi adotado internacionalmente pela indústria.
Em seu conceito hodierno, Garantia de Escoamento pode incluir, dentre outros:
- A previsão, prevenção, mitigação e remediação da deposição orgânica (parafinas, hidratos, asfaltenos, naftenatos, dentre outros) e inorgânica (incrustações minerais de sulfatos e carbonatos, dentre outros),
- A previsão, prevenção, mitigação e remediação da baixa fluidez do óleo, causada pela redução a temperatura,
- O controle de fenômenos inerentes ao escoamento multifásico (intermitência severa, formação de emulsões e espumas, por exemplo),
- O controle da produção de areia e dos efeitos de erosão e corrosão nas linhas de produção.